# Елдора (Колорадо)
Елдора (енгл. Eldora) насељено је место без административног статуса у америчкој савезној држави Колорадо.

## Демографија
По попису из 2010. године број становника је 142, што је 28 (-16,5%) становника мање него 2000. године.
| Група             | 2000.       | 2010.       |
| Белци             | 160 (94,1%) | 134 (94,4%) |
| Афроамериканци    | 0 (0,0%)    | 0 (0,0%)    |
| Азијати           | 0 (0,0%)    | 1 (0,7%)    |
| Хиспаноамериканци | 10 (5,9%)   | 2 (1,4%)    |
| Укупно            | 170         | 142         |